# Pilumnopeus
Pilumnopeus is een geslacht van kreeftachtigen uit de klasse van de Malacostraca (hogere kreeftachtigen).

## Soorten
- Pilumnopeus africanus (de Man, 1902)
- Pilumnopeus caparti (Monod, 1956)
- Pilumnopeus convexus (Maccagno, 1936)
- Pilumnopeus granulatus Balss, 1933
- Pilumnopeus laevimanus Cano, 1889
- Pilumnopeus makianus (Rathbun, 1931)
- Pilumnopeus marginatus (Stimpson, 1858)
- Pilumnopeus serratifrons (Kinahan, 1856)
- Pilumnopeus sinensis Balss, 1933
- Pilumnopeus vauquelini (Audouin, 1826)